# Лептиков, Виктор Владимирович
Лептиков Виктор Владимирович (род. 2 июля 1987) — казахстанский легкоатлет, мастер спорта Республики Казахстан международного класса.

## Биография
Лептиков В.В. занимается с 1995 года в Кызылординской областной специализированной детско-юношеской спортивной школе по легкой атлетике.
С 2002 года является членом национальной сборной команды Республики Казахстан по легкой атлетике.
В 2005 году выполнил норматив мастера спорта Республики Казахстан в беге на 400 метров с барьерами.
С 2005 года является членом центра олимпийской подготовки Кызылординской области.
Тренеры: Н.В. Алимжанова, Н.В. Лептикова и В.В. Лептиков.
Виктор получил путевку на участие в Олимпиаде чемпионате Казахстана, который прошел в г. Алматы. Он занял 1 место в беге на 400 метров с барьерами с результатом 49,78 секунд.
В беге на 400 метров с барьерами В.Лептиков был  43-м с результатом 51,67  .

## Результаты

#### на открытом воздухе
- 800 метров - 1:55,39 с -  Тула (2005)
- 400 метров с барьерами - 49,79 с -  Алма-Ата (2012)

## Вне спорта
В 2004-2010 годах учился и закончил Кызылординский государственный университет имени Коркыт Ата по специальности «Физическая культура и спорт» и «Юриспруденция».